# Elmshorn
Elmshorn är en stad i det tyska distriktet (Landkreis) Pinneberg i förbundslandet Schleswig-Holstein. Folkmängden uppgår till cirka 51 000 invånare. Staden ligger cirka 32 km nordväst om Hamburg vid floden Krückau som är en biflod till Elbe. Elmshorn är den största staden i distriktet men inte dess huvudort.
Orten Elmshorn omnämns 1362 för första gången som Kirchenspiel (socken). Under det trettioåriga kriget hade 1627 Albrecht von Wallenstein sitt läger i Elmshorn. Ett år senare blev orten hemsökt av pesten. Under Karl X Gustavs polska krig 1657 blev orten förstörd av svenska enheter. 1736 blev Elmshorn köping (Flecken). Under de Napoleonska krigen 1813/14 var orten ockuperad av en allians av ryska, svenska och preussiska trupper.
Efter kriget tjänstgjorde många av Elmshorns invånare under Fredrik VI av Danmark som valfångare i Grönland. Utvinnandet av tran skedde i Elmshorn vilket ökade ortens betydelse som snart fick smeknamnet "dat lütje Hamborg" (lilla Hamburg).
Efter det dansk-tyska kriget 1865 tillföll orten först Österrike och sedan Preussen. Efter att Elmshorn 1870 fick stadsrättigheter växte orten fort på grund av den industriella revolutionen. 1962 drabbades Nordtyskland av en stormflod som även medförde förstörelse i Elmshorn. Under 1970-talet revs stora delar av den gamla staden för att bygga nya kvarter.

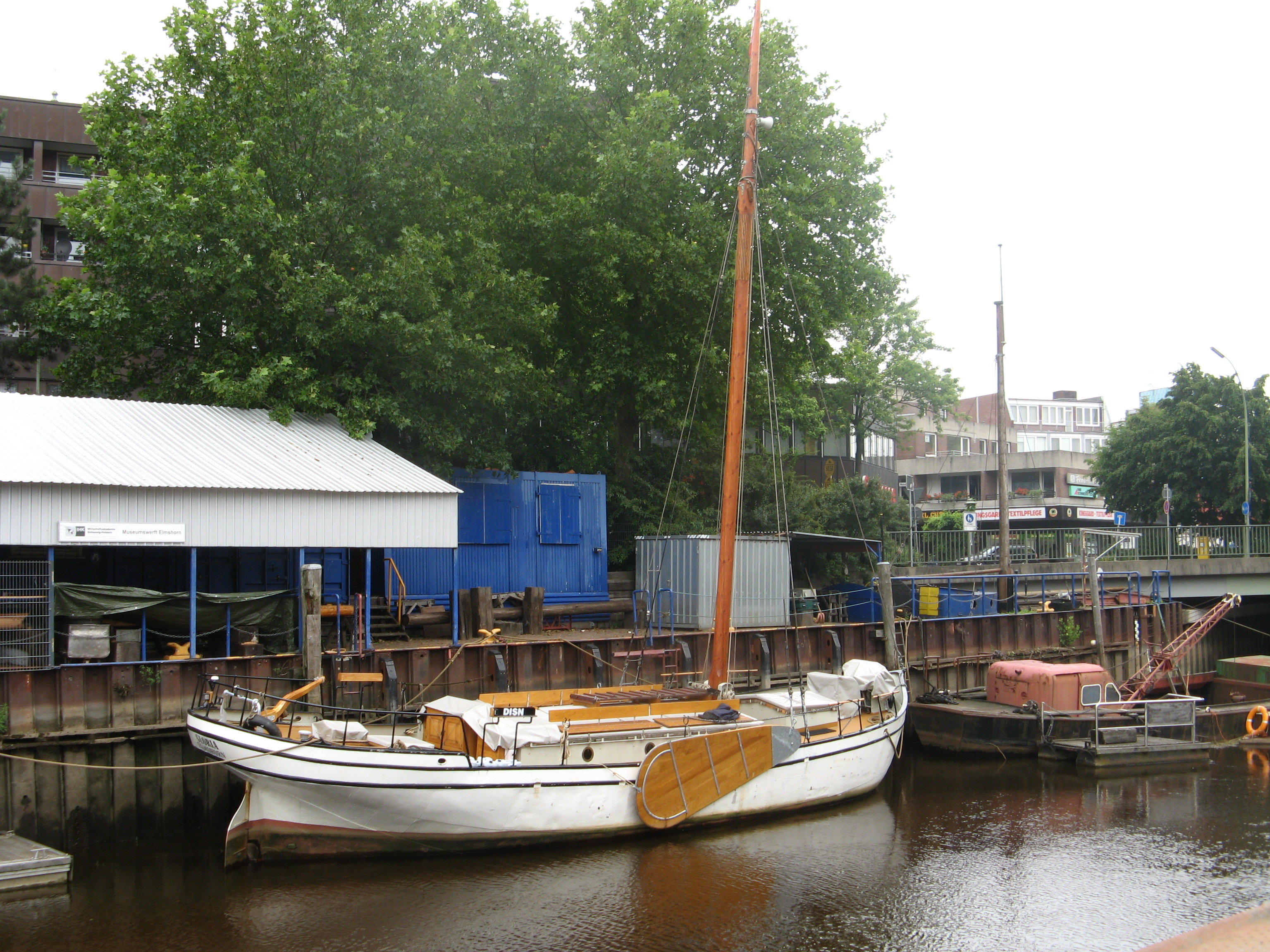
Fartyg i Elmshorns hamn
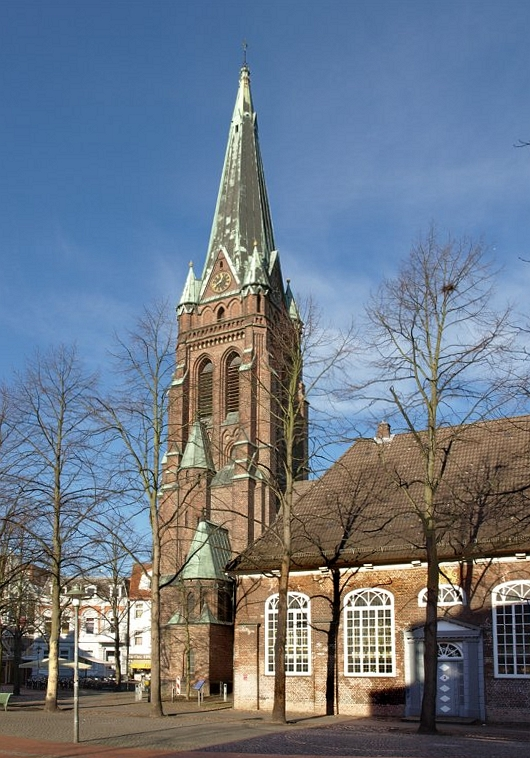
Elmshorns kyrka